# Luigi Bacialli
Luigi Bacialli (Milano, 14 febbraio 1954) è un giornalista italiano.

## Biografia
Figlio di Paolo Bacialli, dirigente Eni e direttore dell'Agip Sarda, assassinato il 26 giugno del 1972 in provincia di Sassari durante il suo tentativo di sequestro. 
Giornalista professionista dal 1976, ha iniziato la sua carriera al quotidiano La Notte di Milano.
È passato in seguito a Il Giornale, dove è stato caporedattore centrale sotto la direzione di Indro Montanelli, seguendolo poi a La Voce. Ha diretto inoltre L'Indipendente, Libertà di Piacenza e Il Giornale di Vicenza dal 1998 al 2001.
Dal marzo 2001 fino al luglio 2006 è stato il direttore de Il Gazzettino, principale quotidiano del Triveneto.
Nel 2007 è passato, come direttore editoriale per l'informazione, a Canale Italia, emittente dell'editore padovano Lucio Garbo, rimanendovi sino a ottobre 2008.
Attualmente è direttore delle testate giornalistiche del network televisivo Medianordest della famiglia bassanese Jannacopulos che raggruppa Rete Veneta, Antenna Tre Nordest, Telenordest  in  Veneto e Telequattro  e Tv12 (aggiuntasi nel 2024)  in  Friuli-Venezia Giulia.
Dal 21 gennaio 2019 è presidente della Fondazione Veneto Film Commission.

## Opere
- Petrolio dai rifiuti, Milano, SugarCo Edizioni, 1979.
- Assassinio di un padre, Milano, Imago, 1982.
- Il muro di marzapane, Napoli, Oceania, 1988.
- Un italiano in Italia. Guida semiseria al paese dei furbi, Prefazione di Indro Montanelli, Introduzione di Giuseppe Turani, Bergamo, Larus, 1996.
- Di suocera non ce n'è una sola. La prima solenne riabilitazione di una «santa» ingiustamente demonizzata, Bergamo, Larus, 1997.
- Prefazione, in A. Grassi - F. Saltarelli,  Valtrebbia e Valnure. Un ponte per il Mediterraneo, Piacenza, Tep Edizioni d'Arte, 1997.
- Prefazione, in Maria Porra,  Thiene. Città da scoprire, Vicenza, La serenissima, 2000.
- Introduzione, in Stefano Tomasoni, Cuore di Nordest. Viaggio nel Vicentino alla scoperta della provincia che è diventata un caso nazionale, e la locomotiva d'Italia e da sola esporta quanto la Grecia, Schio, Menin, 2001.
- Casta stampata. Vizi, virtù e privilegi dei giornalisti, Prefazione di Massimo Fini, Milano, Ugo Mursia Editore, 2008, ISBN 978-88-425-3954-4.
- Lo scoopomane. Le tragicomiche avventure dell'aspirante giornalista Aristide Bortolazzi dei Conti Giulivi Dandolo, Silea (TV), Piazza editore, 2016, ISBN 978-88-634-1139-3.